# Лаптєв Денис Ігорович
Денис Ігорович Лаптєв (біл. Дзяніс Ігаравіч Лапцеў, рос. Денис Игоревич Лаптев, нар. 1 серпня 1991, Мозир) — білоруський футболіст, нападник клубу «Динамо-Берестя».
Виступав, зокрема, за клуби «Славія-Мозир», «Тосно» та «Шахтар» (Солігорськ), а також національну збірну Білорусі.

## Клубна кар'єра

### «Славія-Мозир»
Вихованець СДЮШОР-3 міста Мозир, після якого потрапив до клубу «Славія-Мозир». У першій половині 2010 року грав в оренді за «Вертикаль» (Калинковичі) у Другій лізі. Пізніше в цьому ж році грав за «Славію». У 2011 році виходив на заміну, а в 2012 — втратив місце в основному складі.
Сезон 2013, як і попередній, починав на лавці запасних і зазвичай виходив на заміну в кінці матчу. Але пізніше, після того як в червні команду покинув основний нападник Андрій Шеряков, став виступати в стартовому складі. Відмінно провів літній період чемпіонату — «Славія» почала набирати очки, а Лаптєв став головною силою мозирян і забивав в кожному другому матчі. Після повернення в клуб Романа Волкова став чергуватися з ним на позиції нападника, і кінець сезону провів уже не так впевнено, а «Славія» вибула в першу лігу. Проте, Лаптєв з 9 голами став найкращим бомбардиром клубу і одним з найкращих в чемпіонаті.
У січні 2014 року Лаптєв намагався працевлаштуватися в Казахстані, проходив перегляд в карагандинському «Шахтарі» і кизилординському «Кайсарі». Однак в підсумку в лютому 2014 року повернувся до «Славії», в складі якої почав сезон 2014 в Першій лізі. У складі мозирян став основною ударною силою в сезоні 2014 і допоміг команді повернутися у Вищу лігу, забивши за сезон 23 м'ячі і ставши найкращим бомбардиром першої ліги. В кінці сезону інтерес до нападника стали проявляти мінське «Динамо» і солігорський «Шахтар».

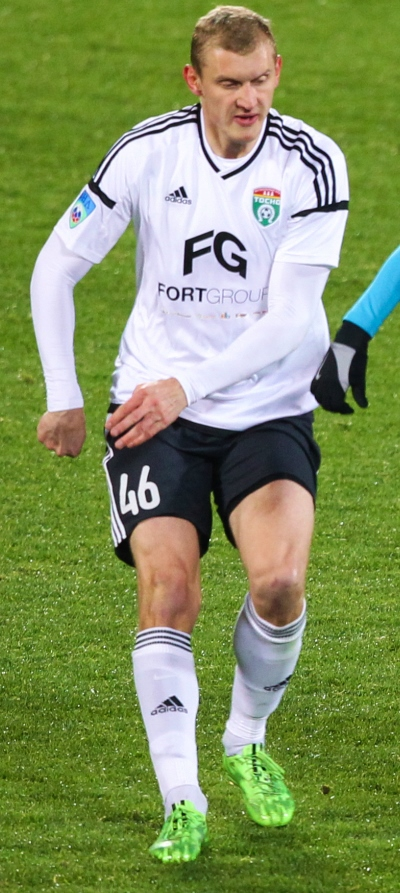
Денис Лаптєв під час виступів за «Тосно». 2015 рік.

У січні 2015 року Лаптєв прибув на перегляд в мінське «Динамо» і разом з основною командою якого вирушив на збір в Туреччину. За підсумками збору столичний клуб вирішив не пропонувати контракт нападнику і в лютому 2015 року він повернувся до «Славії», приєднавшись до зборів к Пінську і залишився в мозирській команді на сезон 2015 року, де залишився основним форвардом клубу і у вищій лізі. Лаптєв став відзначатися голами і незабаром очолив список бомбардирів чемпіонату.

### «Тосно»
У червні інтерес до Лаптєва став проявляти пермський «Амкар». Однак, Лаптєв відмовився проходити перегляд, і 30 червня стало відомо про перехід нападника до складу клубу російської ФНЛ «Тосно». На наступний день «Славія» дала дозвіл на трансфер, який повинен був відбутися 5 липня. 4 липня Лаптєв провів свій останній матч за мозирський клуб, коли «Славія» вдома зіграла з гродненським «Німаном» (0:0). Всього за половину сезон 2015 року Денис зіграв 13 матчів у Вищій лізі і забив 9 голів. 5 липня було офіційно оголошено про підписання Лаптєва клубом «Тосно». Втім закріпитися в основі нового клубу не зумів, а в серпні отримав шестиматчеву дискваліфікацію за участь в бійці. Після повернення на поле 19 жовтня ознаменувався першим голом за «Тосно», яким допоміг перемогти «Балтику» (3:1).
8 лютого 2016 року стало відомо про повернення Лаптєва в «Славію» на правах оренди. За першу половину сезону 2016 він забив 3 голи в 15 матчах і у липні 2016 року по закінченню терміну оренди покинув «Славію» та незабаром приєднався до солігорського «Шахтаря». У другій половині сезону 2016 він забив за «Шахтар» 6 голів в чемпіонаті і допоміг команді завоювати срібні медалі. У грудні 2016 року солігорці викупили контракт нападника у «Тосно».

### «Шахтар» (Солігорськ)
У сезоні 2017 Лаптєв був одним з основних нападників солігорців, чергував виходи в стартовому складі і на заміну. З 10 голами в чемпіонаті Білорусі став найкращим бомбардиром команди в сезоні.
У першій половині наступного сезону 2018 року він частіше виходив на заміну, а з серпня закріпився у стартовому складі «Шахтаря». 21 листопада 2018 року в матчі з БАТЕ Лаптєв відзначився дублем, який допоміг «гірникам» здобути перемогу 3:0. Маючи 14 голів у всіх турнірах, Лаптєв другий рік поспіль він став найкращим бомбардиром команди, після чого покинув «Шахтар» у грудні 2018 року.

### «Динамо-Берестя»
У січні 2019 року Лаптєв підписав трирічний контракт з «Динамо-Берестя» і з 12 голами в сезоні 2019 року став одним із найкращих бомбардирів команди та допоміг йому стати чемпіоном Білорусі. Станом на 12 квітня 2020 року відіграв за брестських «динамівців» 32 матчі в національному чемпіонаті.

## Виступи за збірну
У червні 2015 року був вперше викликаний до складу національної збірної Білорусі замість травмованого Михайла Гордійчука. 7 червня дебютував за національну збірну, вийшовши на заміну на 73-й хвилині товариського матчу проти збірної Росії (2:4).
У вересні 2017 року його виключили зі збірної за порушення дисципліни, але в листопаді того ж року його повернули до складу, після чого він брав участь у кваліфікаційних етапах до ЧС-2018 та Євро-2020, а також у Лізі націй 2018/19.

## Досягнення
- Чемпіон Білорусі: 2019
- Срібний призер чемпіонату Білорусі (2): 2016, 2018
- Бронзовий призер чемпіонату Білорусі: 2017
- Володар Суперкубка Білорусі: 2019, 2020, 2024
- Переможець Першої ліги Білорусі: 2011
- Найкращий бомбардир Першої ліги Білорусі: 2014
- У списку 22 найкращих гравців чемпіонату Білорусі (4): 2016, 2017, 2018, 2019